# チェルスキー峰
チェルスキー峰（Пик Че́рского、пик Комарとも）はロシア連邦イルクーツク州にある山である。ハマル＝ダバン山系のコマル山脈（Комаринский хребет）に属す。山名はシベリア探検家ヤン・チェルスキーに因む。
沿バイカルで人気の身近な山であり、年間何千人もの観光客を集める。